# سجن كريستي

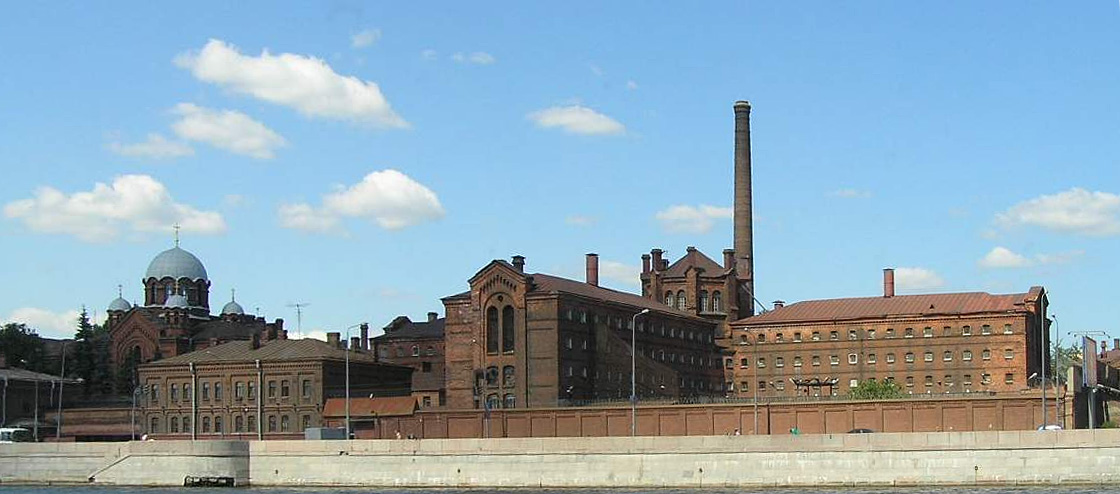

سجن كريستي(بالإنجليزية: Kresty Prison)‏ هو سجن في روسيا، وهو أكثر سجون العالم ازدحامًا; فقد كان هذا السجن يتسع لـ3000 سجين، ولكنه كان يحتوي على 10000 سجين; لذا كان كل سجين يمتلك مساحة 4 أمتار مربعة فقط! و15 دقيقة للإستحمام كل أسبوع!